# Jeu de hasard
Un jeu de hasard est un jeu dont le déroulement est partiellement ou totalement soumis à la chance. Celle-ci peut provenir d'un tirage ou d'une distribution de cartes, d'un jet de dé, etc. Lorsque le jeu est totalement soumis au hasard, on parle de jeu de hasard pur. Lorsque le joueur doit déterminer son action en fonction d'événements aléatoires passés ou futurs et de probabilités, on parle plus volontiers de jeu de hasard raisonné.
Le terme « jeu de hasard » désigne également les jeux d'argent, les jeux de grattage comme les machines à sous. La plupart de ces derniers sont des jeux de hasard pur ou raisonné.
L'étude des problèmes de stratégie dans les jeux a donné naissance à une théorie mathématique : la théorie des jeux.

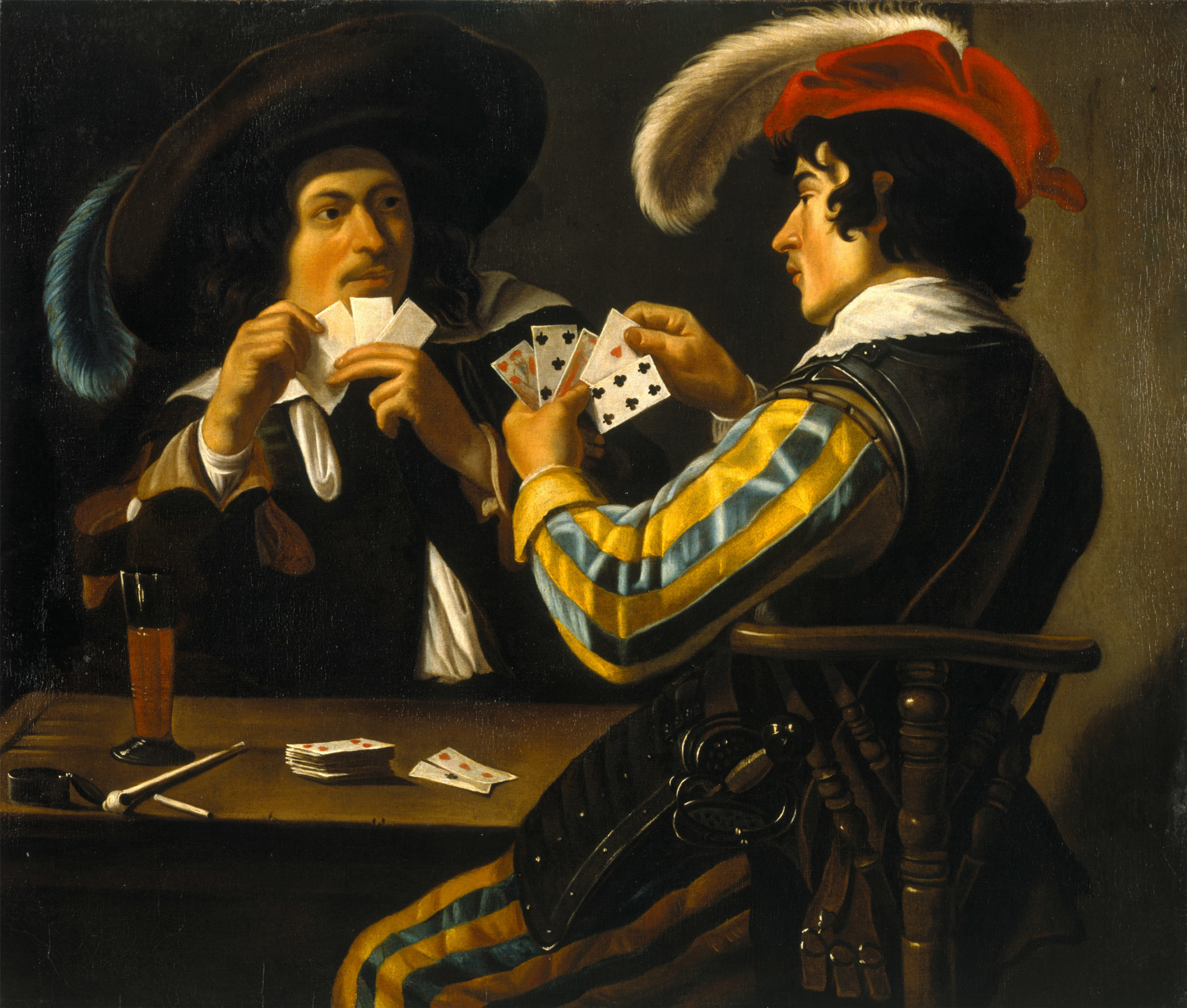
Joueurs de cartes de Theodore Rombouts.

## Historique

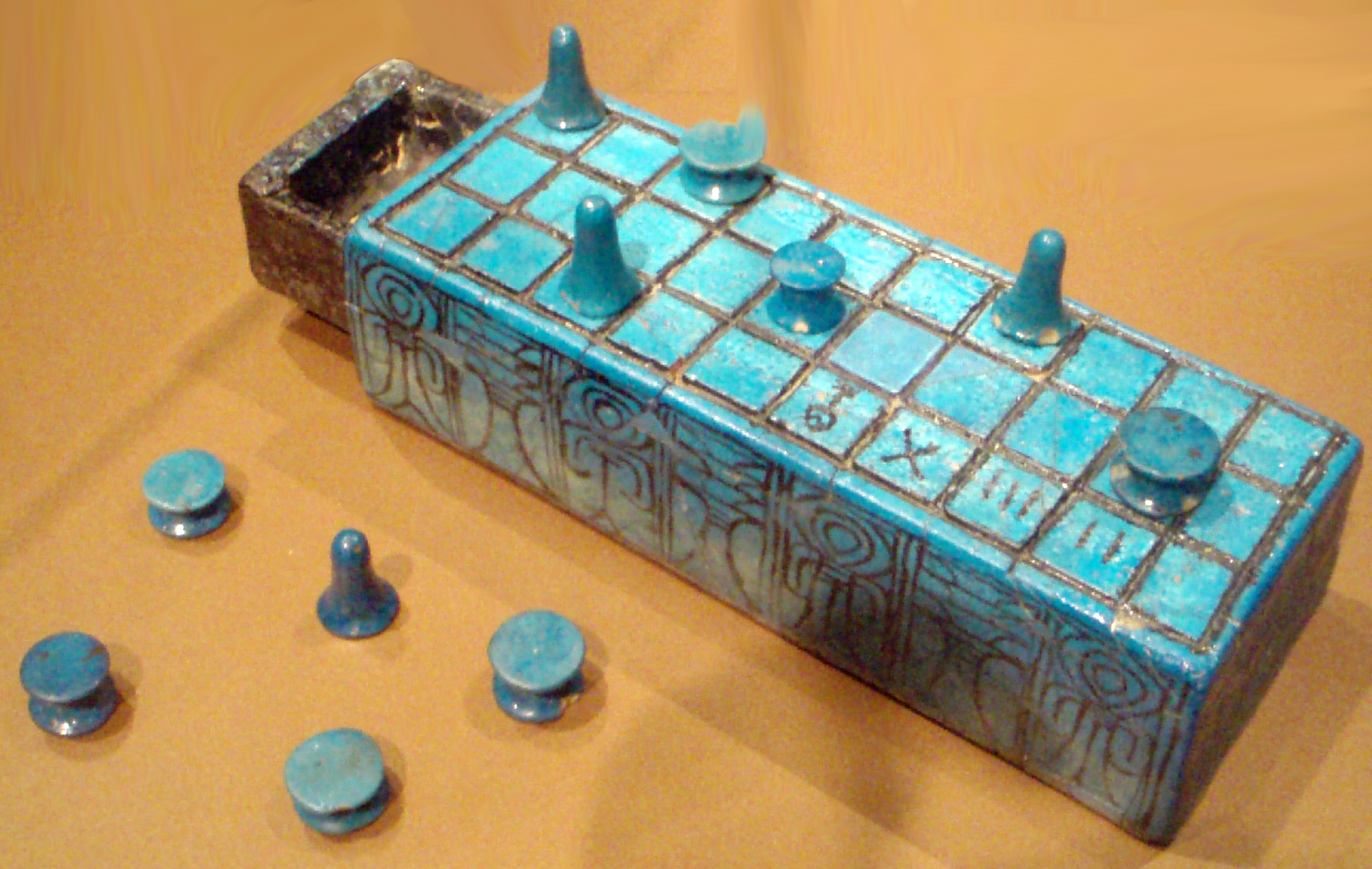
Jeu de senet,

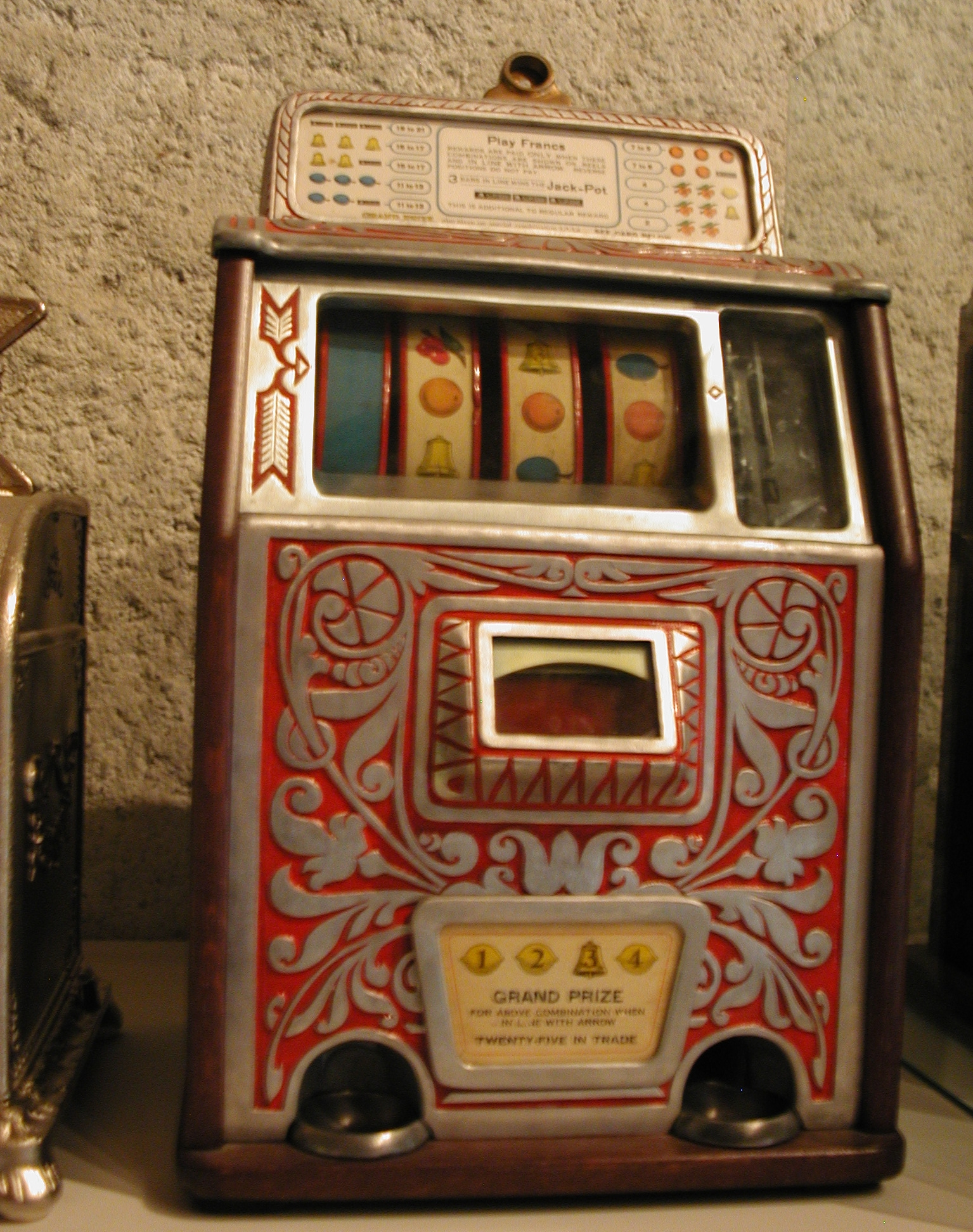
Machine à sous fabriquée en 1928.

Aujourd'hui, le même terme « jeu de hasard » désigne à la fois des jeux impliquant un processus aléatoire et des jeux d'argent pratiqués par les adultes, soit dans des établissements spécialisés, soit en achetant des billets auprès des buralistes, comme en France.

### Objets et machines pour jeux de hasard
Les premiers jeux de hasard sont impossibles à dater. Des traces d'objets utilisés pour simuler l'aléatoire ont été retrouvés notamment dans des tombes des civilisations anciennes (grecques, égyptiennes, etc).
Notons un jeu d'enfant, l'ostrakinda, utilisant le jeté d'une coquille blanche noircie d'un côté et en criant « nuit ou jour » autour du Ve siècle av. J.-C. C'est l'ancêtre du jeu de pile ou face.
Un des premiers jeux de société est le senet. Ce jeu était très populaire en Égypte, il y a plus de 2 000 ans. Le but du jeu était de placer l’un de ses pions dans la dernière case qui représentait les cieux. La plupart des jeux qui se sont inspirés du senet ont également utilisé cette symbolique. C’est le cas de la marelle par exemple. Chaque joueur avait plusieurs pions à sa disposition, lançait des petits bâtons (les dés n’étaient pas encore inventés) et déplaçait ses pions le long de la table de jeu.
Le jeu de pile ou face s'est développé avec l'arrivée de monnaie métallique (voir cette sous-section). Les dés, d'origine asiatique, ont été très utilisés durant l'Empire romain (voir cette sous-section). Les cartes à jouer, également d'origine asiatique, apparaissent en Europe au XIVe siècle (voir la sous-section ci-dessous).
En 1894, Charles August Fey construit la première machine à rouleaux appelée la « Liberty Bell » ; il dépose le brevet en 1905. Des machines améliorées furent ensuite construites en 1910 en rajoutant un distributeur de bonbons pour contrer sa qualification de machine démoniaque, en 1948 avec la « Melon Bell ».
Les générateurs de nombres aléatoires, utilisés notamment pour les machines à sous, sont liés à la cryptographie. En 1883, Auguste Kerckhoffs exposera une règle fondamentale de la cryptographie moderne. C'est en 1963 qu’apparaîtra la première machine à sous électromécanique de Bally (Money Honey — version 742 puis 742A).

#### Jeux de cartes

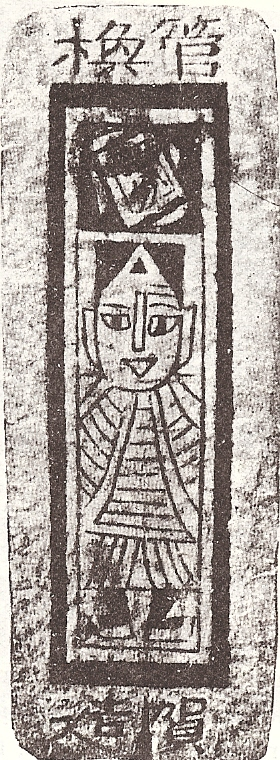
Carte à jouer de la dynastie Ming.

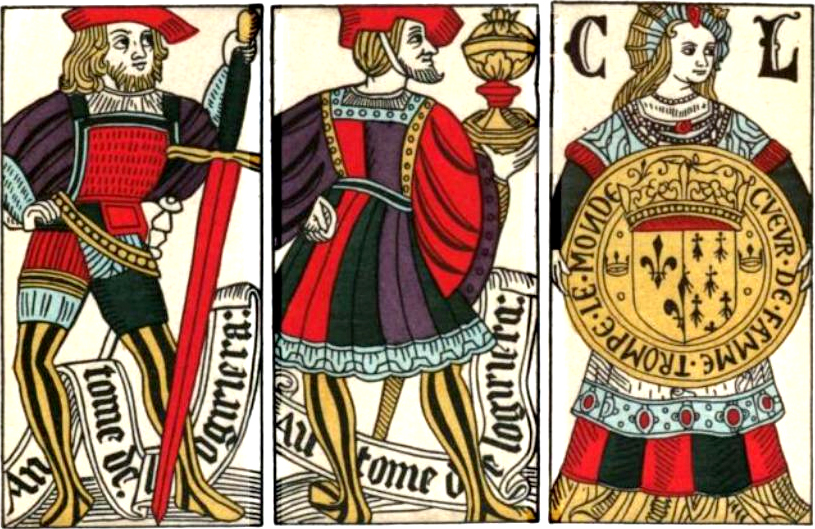
Cartes à jouer espagnoles du XV.

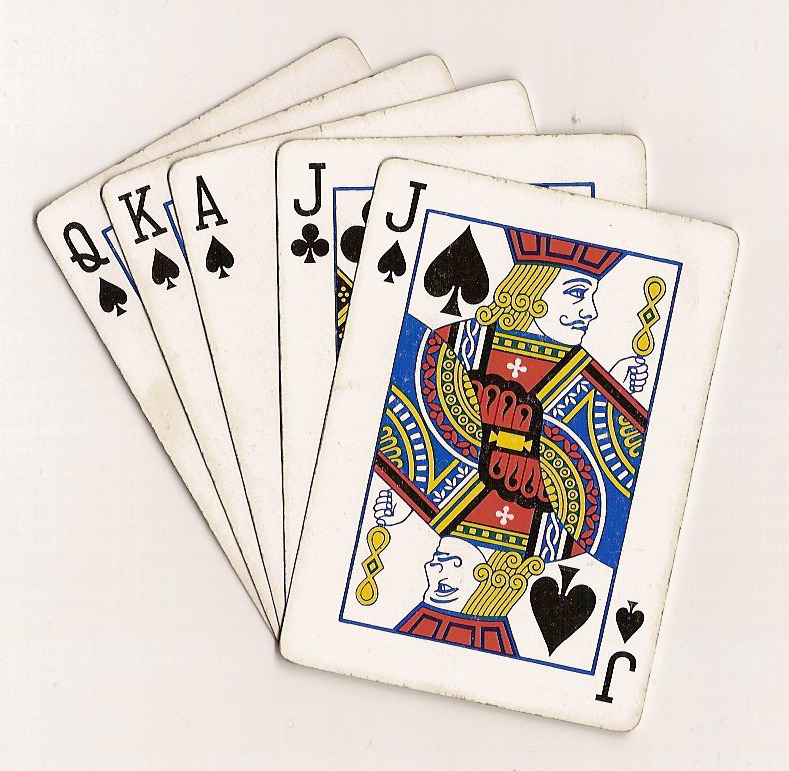
Cartes à jouer courantes.

Il est aujourd'hui communément reconnu que les plus anciennes cartes à jouer connues sont d'origine chinoise et qu'elles apparurent durant la dynastie Tang (618 – 907). Elles semblent avoir été développées à partir des anciens dés en provenance d'Inde,. Joseph Needham estime au vu de différentes sources que les cartes à jouer (en papier) remontent au moins au IXe siècle. Au début de la période Song, soit au XIe siècle, une évolution donna naissance aux dominos. Les cartes chinoises correspondent à trois types de jeux : les cartes domino, les cartes monétaires, et les cartes d'échecs, qui reproduisent les pièces du xiangqi (échecs chinois). Les cartes monétaires comprenaient un nombre variable de séries numériques, et étaient utilisées par différents jeux chinois :
- yeh-tzâ[8] pendant la dynastie Tang (VIIe siècle – Xe siècle) ;
- ya-pai (32 cartes), populaire pendant la dynastie Song (Xe siècle – XIIIe siècle) ;
- ma-diao (40 cartes), populaire pendant la dynastie Qing (XVIIe siècle – XXe siècle).

Il est probable que les précurseurs directs des cartes européennes aient atteint l'Europe par l'intermédiaire des Mamelouks d'Égypte à la fin du XIVe siècle, sous une forme très proche de celle connue aujourd'hui. Ces jeux contenaient 52 cartes divisées en quatre séries : les bâtons de polo, les pièces, les épées et les coupes ; chaque série contenait dix cartes de points et trois honneurs,. Les cartes à jouer sont apparues en Europe au XIVe siècle, ; elles y sont peut-être arrivées par l'intermédiaire des Arabes ou par les échanges marchands avec les Mongols le long de la Route de la soie, deux hypothèses retenues par Joseph Needham ou par Thomas T. Allsen,,,.
- Le jeu de naibbe (ou naib-be) est présent en Égypte au XIIe siècle[16], en Italie au XIVe siècle[17] et arrive en France à la fin du XIVe siècle[18].
- Le jeu de tarot ou tarots apparaît dans les années 1440 en Italie du Nord[19].

Les jeux de cartes apparaissent dans les cours royales avec des jeux comme l'aluette, le Trente et un, la brisque, le glic, la prime. À l'époque de la Révolution française, on joue au whist, au pharaon, à la bouillotte, au trente et quarante ou au brelan dans les milieux éduqués, alors que les milieux moins savants jouent plutôt au piquet, à l’écarté ou au quadrille. Les noms et règles de ces jeux ont depuis évolué.
Les premières cartes du jeu Magic : l'assemblée furent éditées en 1993, de nouvelles cartes sont encore éditées aujourd'hui.

#### Loterie et paris[20]
La création des loteries est souvent attribuée aux Romains parce que Pétrone (66 apr. J.-C.), dans son Satyricon, les évoque en parlant des repas et parce que Suétone, dans La Vie des douze Césars, évoque la remise de prix par Auguste lui-même à l'occasion des Saturnales. En revanche, le monde arabe préislamique (Ve et VIe siècles) eut recours à d'authentiques loteries, puisque les sourates 2 et 5 du Coran les condamnaient sévèrement.
À Bruges, en 1441, les loteries apparaissent : les Hollandais fournissent le mot « loterij » avec sa racine francique « lot » qui donne aux Allemands « Los » (le sort) et le « lotto » aux Italiens. Suivent alors les loteries des Pays-Bas bourguignons, les « lotissements » de Saint-Omer en 1476, les loteries de la France du XVIIe siècle pourvues du « numéro » emprunté aux loteries italiennes, la « lottery » anglaise, les « lotteries » allemandes, les « loterias » espagnoles, et bien sûr le « lotto » italien. D'ailleurs, l'Italie affirme alors une nette prédominance : dès le XVe siècle, tourniquets, dés spéciaux et billets numérotés préfigurent la roulette.
En France, la loi du 21 mai 1836 a prohibé les loteries de toutes espèces. Un article de loi du 31 mai 1933 a dérogé à cette règle en autorisant le gouvernement français à créer la Loterie nationale.
En 1987, l'âge minimum pour les paris est descendu de 21 ans à 18 ans. En 2010, la France légalise les paris en ligne,.

### Probabilités dans les jeux
L'étude de l'aléatoire dans les jeux de hasard a donné naissance à une théorie des mathématiques : la théorie des jeux. Les premières idées viennent d'une correspondance entre Pascal et Fermat au XVIIe siècle à propos du problème des partis. La théorie des jeux devient une vraie théorie mathématique à partir de 1940 avec les travaux de John von Neumann. Cette théorie est alors également utilisée pour des problèmes de stratégie tels qu’on en trouve en recherche opérationnelle et en économie.

### Prohibition
Les pouvoirs ont à de nombreuses reprises alterné entre l'organisation des jeux de hasard et leur prohibition. Alors que les ordonnances médiévales prohibent les jeux d'exercice et d'adresse qui ont principalement lieu dans les tavernes, l'ordonnance royale d'Henri III de France en 1586 s'en tient aux jeux de hasard et d'argent.

## Réglementation des jeux de hasard en France
Le principe général d'interdiction des jeux de hasard en France est posé depuis le XIXe siècle par l'article 410 de l'ancien code pénal, puis énoncé par l'article premier de la loi n° 83-628 du 12 juillet 1983. Il est codifié dans le code de sécurité intérieure, au titre II du livre III du code de la sécurité intérieure dont l'intitulé, résultant de l'ordonnance du 2 octobre 2019 réformant la régulation des jeux d'argent et de hasard, est Jeux d'argent et de hasard, casinos. Il précise que « les jeux d'argent et de hasard sont prohibés. Sont réputés jeux d'argent et de hasard et interdits comme tels toutes opérations offertes au public, sous quelque dénomination que ce soit, pour faire naître l'espérance d'un gain qui serait dû, même partiellement, au hasard et pour lesquelles un sacrifice financier est exigé de la part des participants ».
Il est prévu des dérogations à ce principe :
- Les casinos peuvent bénéficier, dans certaines communes, d'une autorisation temporaire d'ouvrir au public des locaux spéciaux, distincts et séparés où sont pratiqués certains jeux de hasard.
- L'exploitation des jeux de loterie commercialisés en réseau physique de distribution et en ligne, directement ou avec le concours de tiers autorisés ou agréés, est confiée à La Française des jeux. Les lotos traditionnels sont autorisés, lorsqu'ils sont organisés dans un cercle restreint et uniquement dans un but social, culturel, scientifique, éducatif, sportif ou d'animation sociale et se caractérisent par des mises de faible valeur, inférieures à 20 euros. Sont également autorisées les loteries d'objets mobiliers exclusivement destinées à des actes de bienfaisance, à l'encouragement des arts ou au financement d'activités sportives à but non lucratif, lorsqu'elles ont été autorisées par le maire de la commune où est situé le siège social de l'organisme bénéficiaire et, à Paris, par le préfet de police[29]. Les loteries publicitaires sont licites dès lors qu’elles ne sont pas déloyales : la loterie ne doit pas être contraire aux exigences de la diligence professionnelle et ni altérer, ou être susceptible d'altérer de manière substantielle, le comportement économique du consommateur normalement informé et raisonnablement attentif et avisé, à l'égard d'un bien ou d'un service[30].
- Les jeux de paris sportifs et paris hippiques. Le pari hippique et le pari sportif s'entendent de paris comportant un enjeu en valeur monétaire où les gains éventuels des joueurs dépendent de l'exactitude de leurs paris portant sur le résultat de toute épreuve hippique ou compétition sportive réelle légalement organisée en France ou à l'étranger. Le pari en la forme mutuelle est le pari au titre duquel les joueurs gagnants se partagent l'intégralité des sommes engagées, réunies dans une même masse avant le déroulement de l'épreuve, après déduction des prélèvements de toute nature prévus par la législation et la réglementation en vigueur et de la part de l'opérateur, ce dernier ayant un rôle neutre et désintéressé quant au résultat du pari. Sont autorisées l'organisation et la prise de paris hippiques en ligne en la forme mutuelle enregistrés préalablement au départ de l'épreuve qui en est l'objet mis en place par toute personne dès lors qu'elle est titulaire de l'agrément délivré par l'Autorité de régulation des jeux en ligne, délivré pour une durée de cinq ans[31]. L'exploitation des jeux de paris sportifs commercialisés en réseau physique de distribution est confiée pour une durée limitée à la société La Française des jeux.

## Exemples de jeux
Les jeux ne faisant appel à aucun choix des joueurs sont appelés jeux de hasard pur. Beaucoup de ces jeux (bataille, jeu de l'oie, etc.) sont des jeux pour enfants puisqu'il suffit de connaître les règles et que chaque joueur a la même chance de gagner. Les autres jeux de hasard, appelés jeux de hasard raisonné, contiennent un processus aléatoire (comme mélanger des cartes, lancer une pièce, lancer un ou plusieurs dés) mais les joueurs ont le choix entre plusieurs techniques pour miser, choisir, piocher, etc.
Beaucoup de jeux de hasard se déroulent en plusieurs parties indépendantes (jeu de pile ou face, jeu de la Roulette par exemple) où chaque partie est un jeu de hasard pur ; cependant, en fonction des règles de jeu (notamment de mise), il est possible d'adapter des stratégies afin d'augmenter son espérance de gain. Toutefois, nous classerons ces jeux en jeux de hasard pur. Certains jeux, se jouant également en plusieurs parties, restent des jeux de hasard pur (la bataille par exemple).
Voici quelques exemples de jeux.

### Jeux de cartes

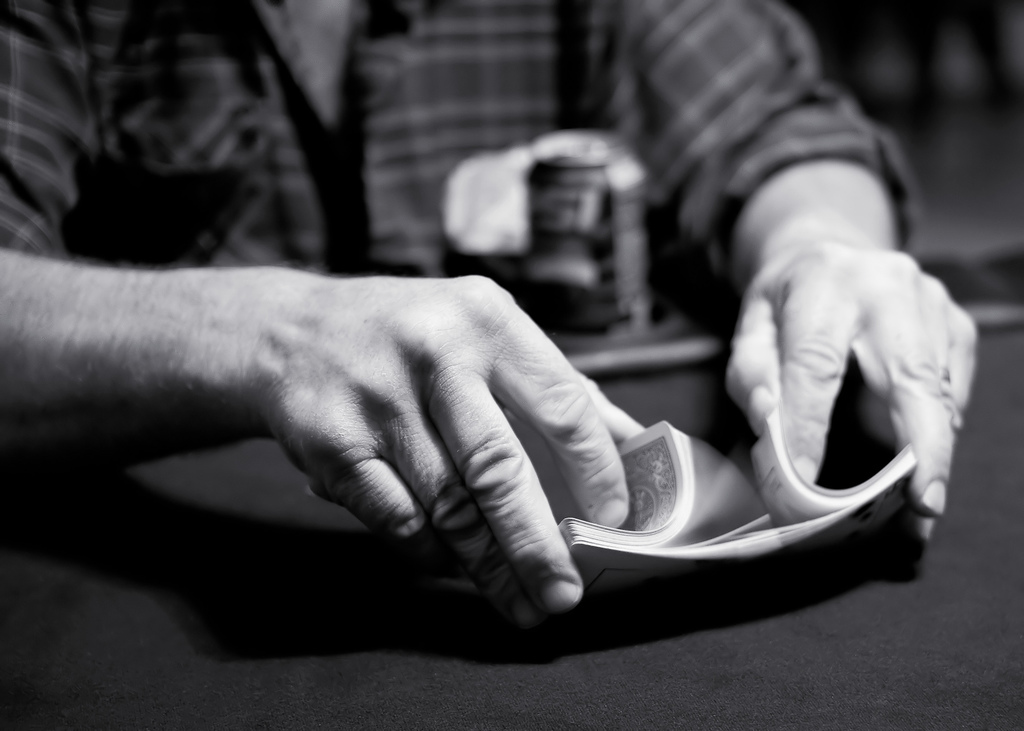
Mélange de cartes au poker.

Dans les jeux de cartes, le principal élément aléatoire est la distribution des cartes.

#### Jeux de hasard pur
- La bataille se joue avec un jeu de 32 cartes ou de 52 cartes. Chaque joueur joue la première carte de son paquet mélangé aléatoirement et il existe une règle pour chaque combinaison de carte. Les joueurs n'ont alors rien à décider.
- Le jeu de pharaon est un jeu de hasard pur.

#### Jeux de hasard raisonné
- Le jeu de poker se joue avec un jeu de 52 cartes. La distribution des cartes est le seul élément aléatoire du jeu. La manière de miser, parier, bluffer, etc. est au choix du joueur.
- Le jeu de bridge. La distribution des cartes est l'élément aléatoire. Le jeu se déroule en deux étapes : les enchères pendant lesquelles les partenaires s'efforcent de trouver le meilleur contrat puis le jeu en lui-même qui se joue en fonction de l'enchère annoncée.
- Les cartes du jeu Magic : l'assemblée sont des cartes spéciales pour ce jeu, avec des actions spécifiques pour chacune d'entre elles. Le hasard provient du mélange de ces cartes, le paquet de cartes étant construit par les joueurs eux-mêmes. Pour certaines cartes, on utilise également un dé ou un jeu de pile ou face.
- Le jeu de nain jaune se joue avec un jeu de 52 cartes et un plateau de cinq cases. Le seul élément non aléatoire est le choix de construction des suites de cartes.

### Jeux de dés

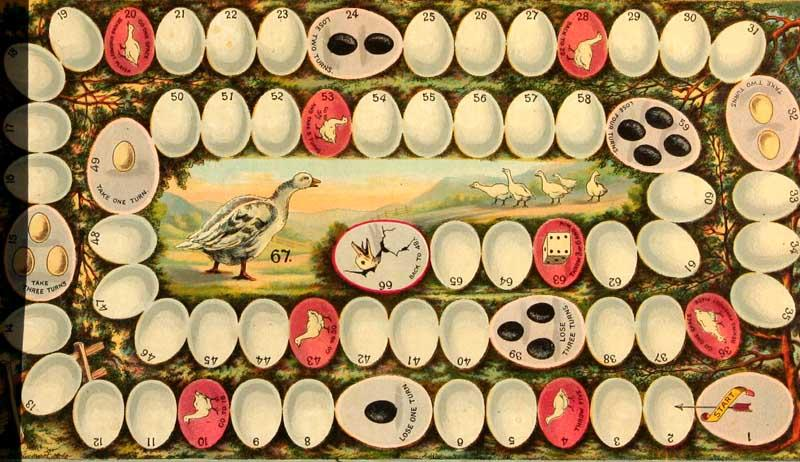
Plateau du jeu de l'oie.

#### Jeux de hasard pur
- Le jeu de l'oie est un jeu de plateau contenant un chemin de cases et se jouant avec deux dés. Les règles pour chaque case sont fixées, le joueur ne décide donc rien.

#### Jeux de hasard raisonné
- Le jeu de 5000 se joue avec 5 dés. À chaque lancer, le joueur choisit de garder (marquer) certains dés.
- Le Backgammon se joue sur un tablier (plateau) avec quinze pions et deux dés. L'avancement des pions sur le tablier s'effectue en fonction des valeurs des dés. Le joueur peut ainsi choisir quels pions il avance.
- Le jeu des petits chevaux se joue sur un tablier (plateau) avec des pions (chevaux) et deux dés. Le joueur choisit quels chevaux il avance en fonction des résultats des dés.
- Dans le jeu de Monopoly, l'avancement des pions se fait de manière aléatoire avec un dé, des cartes actions sont tirées de manière aléatoire, cependant les stratégies d'achat de terrains et de maisons se font par les joueurs.
- Le Yam's (ou Yahtzee) se joue avec cinq dés. Le but est de réaliser des figures en trois lancers de dés. Le joueur choisit quels dés il relance.

### Autres

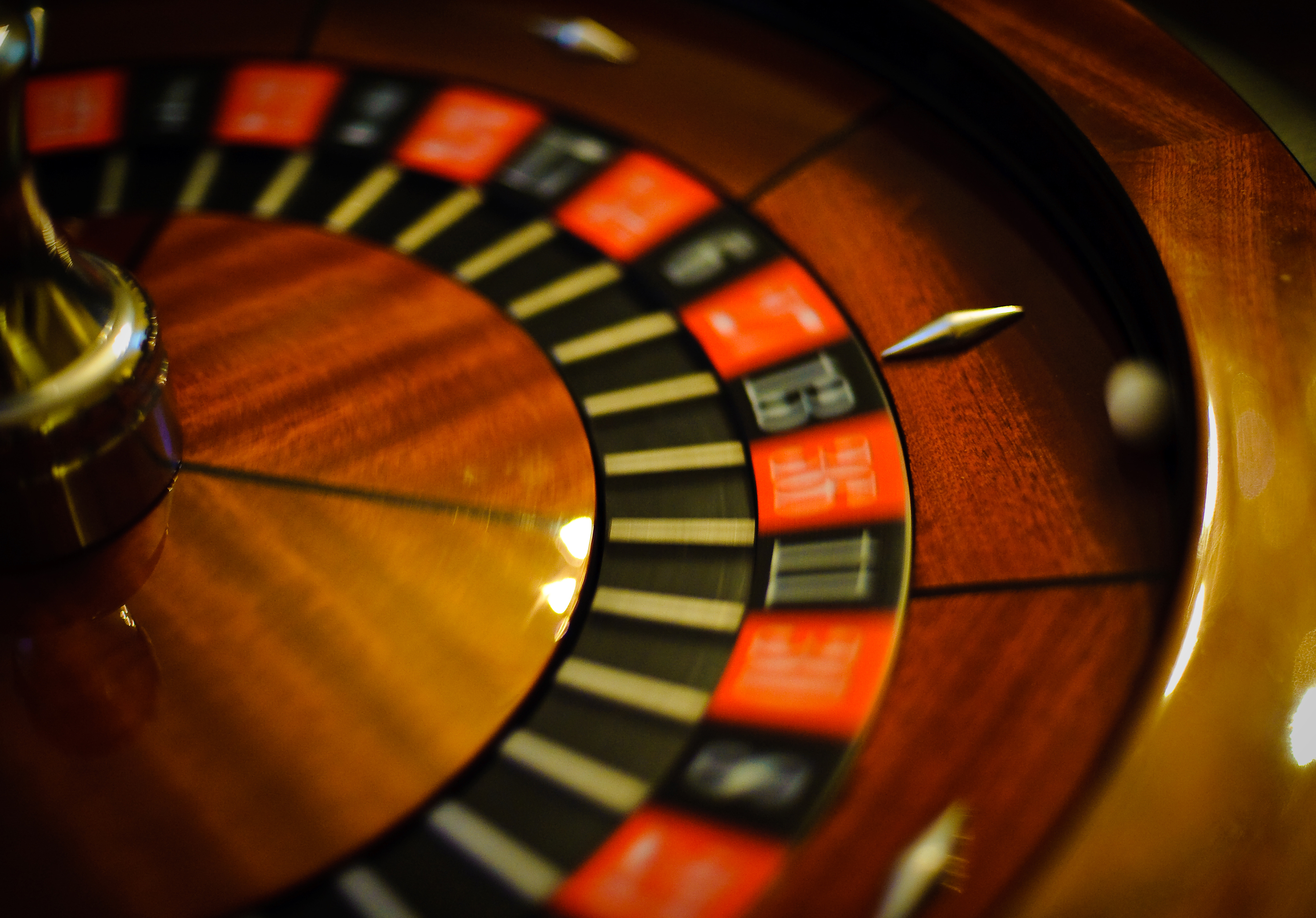
Détail d'un jeu de Roulette.

#### Jeux de hasard pur
- Le Lapinodrôme est un jeu dans lequel un lapin passe (aléatoirement) par une porte portant un numéro. Le gagnant est le joueur ayant acheté le bon numéro. L'aléatoire vient de la décision du lapin.
- Le jeu de la Loterie (ou Loto) se joue en pariant sur plusieurs nombres (choisis ou aléatoires). Chaque nombre est choisi de manière aléatoire et de manière équiprobable.
- Les machines à sous (hors machines à poker) sont des jeux électroniques ou mécaniques dans lesquels les deux résultats possibles (gagné ou perdu) sont aléatoires et indépendants des jeux précédents. Une fois le montant de la mise choisie, le joueur n'a plus rien à décider.
- Dans le jeu de Pile ou face, chaque côté de la pièce a la même probabilité de tomber, c'est un jeu de hasard pur.
- Dans le jeu de Roulette, une fois le montant de la mise et le numéro choisis, le résultat d'un jeté de bille est aléatoire.
- Citons la méthode traditionnelle de distribution des parts de la galette des rois. Une personne (un enfant) répartit les parts pour les convives à l'aveuglette afin que chaque convive ait la même chance d'avoir la fève.
- Le tirage à la courte paille est une méthode de tirage au sort utilisant des objets allongés (allumettes, brins de paille...) de différentes tailles.

#### Jeux de hasard raisonné
- Dans le jeu les chevaliers de la table ronde, tous les joueurs sont dans la même équipe contre le jeu lui-même. Les actions du jeu sont données par des tirages aléatoires de cartes ou par des lancers de dés. Les joueurs jouent avec des cartes distribuées aléatoirement mais ont le choix entre plusieurs stratégies.
- La loi prévoit que tous les jeux de pronostics organisés par La Française des jeux doivent faire appel à la combinaison du hasard et des résultats d’événements sportifs.

#### Inclassables
- Une situation particulière apparaît dans certains jeux où deux joueurs (au moins) s'affrontent. C'est le cas où, a priori, il n'y a pas d'aléatoire dans le jeu, cependant la manière de jouer (choisir, parier…) dépend de la manière dont l'adversaire a joué précédemment ou va jouer en même temps que vous. Puisque la décision de l'adversaire n'est pas connue, elle peut être considérée aléatoire. C'est le cas typique du jeu pierre-feuille-ciseaux dans lequel deux joueurs doivent choisir entre pierre, feuille ou ciseaux et annoncent leur choix simultanément.
- La stratégie optimale du jeu de pierre-feuille-ciseaux (lorsque son adversaire joue de manière aléatoire équiprobable), est également de jouer de manière aléatoire équiprobable. Le jeu est alors un jeu de hasard pur. Cependant il est difficile de générer une suite de valeurs aléatoires par soi-même. Ainsi, si votre adversaire joue avec une certaine stratégie, vous pouvez chercher à obtenir une stratégie optimale. On peut parler de jeu de hasard raisonné. Ce jeu échappe donc au classement jeu de hasard pur/jeu de hasard raisonné.

#### Effet aléatoire
- Citons également quelques phénomènes aléatoires introduits dans certains jeux : la forme « ovale » du ballon de rugby donne un rebond aléatoire.

## Intérêts et dérives
L'introduction du hasard dans les jeux est souvent recherchée, cependant les jeux de hasard, comme tous les jeux, peuvent devenir addictifs pour certains joueurs.

### But du hasard dans les jeux
Le but principal du jeu est d'obtenir une activité de loisirs ou un entraînement d'ordre physique ou psychique. La présence d'aléatoire dans le jeu permet d'ajouter une part d’imprévisibilité. L'attente d'une carte maîtresse dans un jeu de cartes, l'attente de la stabilisation (aléatoire) de la bille au jeu de la Roulette ou le rebond (aléatoire) du ballon de Rugby, augmentera le sentiment de désir.
La présence du hasard dans certains jeux permet de réduire l'influence de la valeur technique des joueurs. Un des buts possibles est de pouvoir jouer de manière plus équitable entre des joueurs de valeur technique inégales comme des adultes et des enfants. Par exemple, le jeu des Échecs qui ne présente aucun hasard, est utilisé pour mesurer les capacités intellectuelles des deux joueurs (ou même joueur humain contre joueur informatique). À l'inverse les jeux de hasard pur comme le jeu de pile ou face, est totalement équitable pour les joueurs.
Le hasard peut être considéré comme l'adversaire dans le jeu. Par exemple dans le jeu coopératif « les chevaliers de la table ronde », les joueurs jouent ensemble contre les difficultés du jeu qui sont données par des cartes tirées aléatoirement ou des jetés de dés. Dans certains jeux comme le blackjack, le joueur joue contre la banque qui a un jeu totalement aléatoire. Dans le cas où de tels jeux sont de hasard raisonné, le but du joueur est alors de trouver une technique afin de « battre le hasard ». La théorie des jeux est une approche mathématique de tels problèmes de stratégie.
Dans certains jeux, le hasard est tout simplement le but recherché afin d'obtenir un résultat ou la réponse à une question de manière totalement aléatoire. Le jeu de pile ou face est utilisé au football, pour décider quelle équipe commence la partie.

### Addiction
Les personnes qui s'adonnent aux « jeux » de hasard et d'argent (gambling) peuvent développer une forte dépendance à ceux-ci. On nomme cette psychopathologie (addiction) « jeu pathologique ». Selon le psychanalyste Edmund Bergler, il existe six caractéristiques du joueur pathologique :
1. Il doit jouer régulièrement : la question est ici de savoir à partir de quand le sujet joue « trop ».
2. Le jeu prévaut sur tous les autres intérêts.
3. Il existe chez le joueur un optimisme qui n'est pas entamé par les expériences répétées d'échec.
4. Le joueur ne s'arrête jamais tant qu'il gagne.
5. Malgré les précautions qu'il s'est initialement promis de prendre, il finit par prendre trop de risques.
6. Il existe chez lui un vécu subjectif de « thrill » (une sensation de frisson, d'excitation, de tension à la fois douloureuse et plaisante), durant les phases de jeu.

« Je trouve aussi des fous encore plus fous que d’autres qui n’ont d’autre plaisir que les dés et les cartes et qui ont l’illusion de ne pouvoir plus vivre s’ils devaient s’en priver et cesser de jouer comme des enragés du matin jusqu’au soir…  »

(Sébastien Brant, La nef des fous, 1498)
L'addiction au jeu peut se définir comme étant « un trouble qui consiste en des épisodes répétés et fréquents du jeu qui dominent la vie du sujet au détriment des valeurs et des obligations sociales, professionnelles, matérielles et familiales. » L'addiction est donc une pathologie, le joueur ne se contrôle plus et nourrit un besoin, une dépendance… Le jeu dit « pathologique » va donc se distinguer par un besoin répété et croissant de jouer et ce malgré des conséquences négatives (altération des relations sociales, endettement…). Les individus les plus touchés par ce fléau sont principalement les personnes fragiles, en difficulté d'intégration ou bien financière.
Par exemple, selon l'INPES, un français sur deux joue occasionnellement et 600 000 français sont concernés par l'addiction. De plus, l'INPES nous érige le profil type du joueur : 75,5 % sont des hommes ayant un faible revenu et 84 % ont entre 25 et 54 ans.
Le jeu peut devenir un vrai cauchemar. En effet, il a des conséquences sur l'ensemble de la vie du joueur. D'un point de vue financier, le risque d'endettement est important, le joueur peut même être amenés à commettre des délits. D'un point de vue psychologique, lorsque le joueur ne peut pas jouer cela forme une sorte de frustration entrainant la violence et des changements d'humeurs. Dans certains cas le joueur peut-être victime de dépression. D'un point de vue professionnel et social, le joueur finit par s'isoler et dégrade l'ambiance familiale,les proches perdent confiance. Dans sa vie professionnelle il peut manquer d'intérêt et parfois ne plus venir au travail, ce qui peut conduire au licenciement du joueur.
Pour sortir les joueurs de l'addiction, certains centres prennent en charge les patients gratuitement, c'est le cas des CSAPA (Centre de Soin, d'Accompagnement et de Prévention en Addictologie). C'est le principal centre français s'occupant des joueurs souffrant d'addiction. Le suivi des patients dure le temps de l'arrêt de la pratique ou le temps de la stabilisation de celle-ci. Cependant, ils ne sont pas hospitalisés ni hébergés dans des centres spéciaux (sauf lorsque le joueur souffre de plusieurs addictions en même temps). Les places dans ces centres sont peu nombreuses.
Les joueurs sont pris en charge de différentes manières : individuelle, collective et familiale et interviennent de manière médicale, éducative, sociale et psychologique. Ensuite les groupes d'entraides sont essentiels pour les patients après leurs sorties d'addiction pour discuter sur ce problème.
Certaines associations et professionnelles peuvent venir en aide aux joueurs, c'est le cas de SOS Joueurs. Ces structures interviennent sur les plans psychologique, juridique et social.
Dans de nombreux pays, dont la France, la Belgique et la Suisse, un joueur peut aussi demander à être interdit de casino.

## Probabilités
Un des buts du joueur est de trouver une méthode optimale afin de gagner le jeu. On dit alors que les joueurs jouent une martingale (ou à la martingale). Il ne faut pas confondre avec la martingale en probabilité qui est un processus stochastique tel que sa valeur espérée connaissant l'information disponible à une certaine date s, dénotée {\displaystyle F_{s}}, est la valeur à cette même date :
{\displaystyle E(X_{t}|F_{s})=X_{s}\,} (avec {\displaystyle \scriptstyle s\leq t} ).
Il y a cependant un lien entre ces deux termes. Si le gain d'un joueur dans un jeu de hasard est une martingale (processus stochastique), alors l'espérance du gain est constante (voir cette sous-section). Cependant, si le gain d'un joueur dans un jeu de hasard est une sous-martingale (processus stochastique), alors l'espérance du gain est croissante, il s'agit alors d'une martingale (au sens technique de jeu). Remarquons d'ailleurs que le terme mathématique est issu historiquement du terme de la technique de jeu.

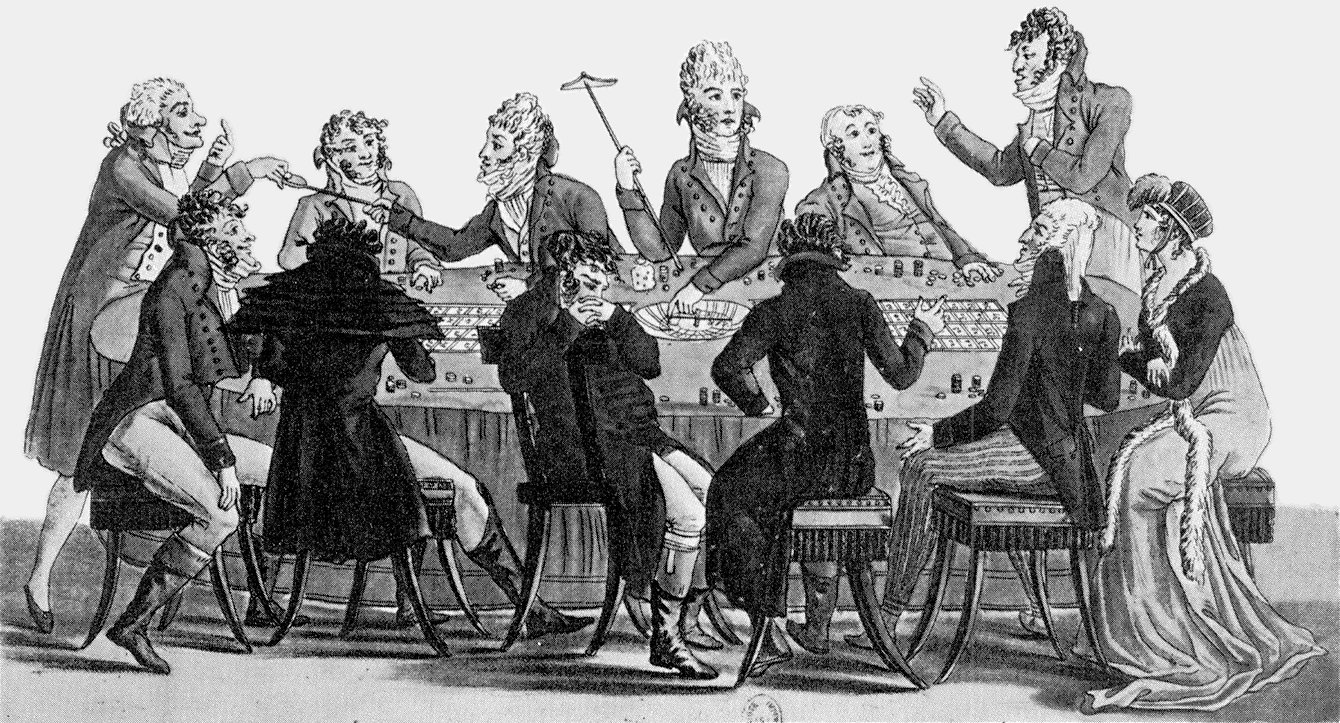
Jeu de la Roulette en 1800.

### Exemple de jeu où chaque partie est un jeu de hasard pur
Prenons un exemple de jeu simple dans lequel, à chaque partie, le joueur gagne sa mise avec une probabilité p et perd sa mise avec une probabilité 1-p, les réalisations du jeu sont indépendantes : miser sur noir au jeu de la roulette pendant 10 réalisations. À chaque lancer de bille, la probabilité de gagner sa mise de départ est p=(18 cases noires)/(37 numéros possibles)≈0,486. L'espérance du gain est donc de p-(1-p)≈-0,027.
- En utilisant la technique de miser à chaque fois la même somme (1€ par exemple), l'espérance du gain est de ≈ -0,27. C'est-à-dire que, en moyenne sur 10 parties, le joueur aura perdu 0,27€.
- Utilisons la martingale classique qui consiste à miser deux fois le montant misé à la partie précédente (1€ puis 2€ puis 4€, etc) jusqu'à ce que le joueur gagne puis s'arrête de jouer. Si le joueur gagne, son gain sera de 1€ ; par exemple pour une victoire à la 5e partie, il gagnera 16€ et aura dépensé 1+2+4+8=15€. Dans le cas contraire, il aura perdu 1+2+4+8+16+32+64+128+256+512=1023€. Le gain moyen est alors de {\displaystyle \scriptstyle (1-(1-p)^{10})-1023(1-p)^{10}\approx -0,318}€. Il est à remarquer que si on augmente le nombre de parties, le gain moyen s'approche de 1€, la mise initiale ; l'espérance du nombre de parties est par contre infini.

### Exemple de jeu où chaque partie est un jeu de hasard raisonné
Prenons l'exemple du poker fermé, c'est-à-dire, un jeu dans lequel cinq cartes sont distribuées aléatoirement à chaque joueur et le reste du jeu ne dépend plus de l'aléatoire. Dans ce cas, il est utile de connaître les probabilités de chaque main afin de bien apprécier la valeur du jeu en main et ainsi pouvoir adopter une technique de mise et de bluff adaptée. Les probabilités utilisées sont alors de la combinatoire.
Lorsque plusieurs parties se succèdent, la technique utilisée dépend également de la manière de jouer des autres joueurs.

## Statistiques

### France
Selon une étude de l'Institut national de la statistique et des études économiques (INSEE) parue en mai 2005, les dépenses des ménages français dans les jeux de hasard se sont élevées à :
| Année | dépenses des ménages pour les jeux de hasards et d'argent (en milliards) | dépenses moyennes par ménage | % du budget des ménages |
| ----- | ------------------------------------------------------------------------ | ---------------------------- | ----------------------- |
| 1970  | 0,37 €                                                                   |                              | 0,54 %                  |
| 1980  | 1,44 €                                                                   |                              | 0,59 %                  |
| 1990  | 3,33 €                                                                   |                              | 0,57 %                  |
| 2000  | 6,23 €                                                                   |                              | 0,84 %                  |
| 2003  | 7,74 €                                                                   | 130 €                        | 0,91 %                  |
| 2004  | 8,30 €                                                                   | 134 €                        |                         |

### Europe
Selon une étude de l'Institut national de la statistique et des études économiques (INSEE) parue en mai 2005, les dépenses des ménages européens dans les jeux de hasard en 2004 se sont élevées à :
| Pays                    | Slovénie | Espagne | Finlande | Grèce | Rép. tchèque | Suède | Portugal | Royaume-Uni |
| % du budget des ménages | 2,2      | 2       | 1,9      | 1,6   | 1,6          | 1,3   | 1,2      | 1,2         |
| ----------------------- | -------- | ------- | -------- | ----- | ------------ | ----- | -------- | ----------- |

| Pays                    | France | Italie | Allemagne | Irlande | Pays-Bas | Belgique | Pologne | Estonie |
| % du budget des ménages | 0,9    | 0,9    | 0,8       | 0,7     | 0,6      | 0,4      | 0,3     | 0       |
| ----------------------- | ------ | ------ | --------- | ------- | -------- | -------- | ------- | ------- |

## Casino en ligne
Les casinos en ligne, également appelés casinos virtuels ou casinos Internet, sont des versions en ligne des casinos traditionnels (ou "hors ligne"),,. Les casinos en ligne permettent aux joueurs de jouer et de parier sur des jeux de casino sur Internet. Il s'agit d'une forme de jeu populaire sur Internet. Pour éviter de perdre des joueurs, les meilleurs sites de jeux d'argent misent sur l'innovation.
Dans les jeux de casino en ligne, également connus sous le nom de jeux logiciels, le résultat est déterminé par un générateur de nombres pseudo-aléatoires (PNG),,. Ce logiciel garantit que chaque résultat d'un jeu de cartes, de dés, de machines à sous ou de roulette est totalement aléatoire et imprévisible. Les GNA utilisent un ensemble d'instructions mathématiques, connu sous le nom d'algorithme, pour générer une longue séquence de nombres qui donne l'impression d'être réellement aléatoire. Bien que cela ne revienne pas à générer des nombres véritablement aléatoires (les ordinateurs en sont incapables sans une source de données externe), les résultats répondent à toutes les exigences, sauf les plus strictes, en matière de véritable caractère aléatoire.
De nombreux casinos en ligne offrent des bonus d'inscription aux nouveaux joueurs qui effectuent leur premier dépôt, et souvent aussi pour les jeux suivants,,. Ces bonus sont une forme de marketing qui peut avoir un coût (potentiellement justifié pour attirer un nouveau joueur qui peut revenir et déposer plusieurs fois), car le casino donne essentiellement de l'argent en échange de l'engagement du joueur à jouer un montant minimum déterminé avant de pouvoir retirer des fonds. Étant donné que tous les jeux de casino présentent un avantage pour le casino, les exigences de mise garantissent que le joueur ne peut pas repartir avec l'argent du casino immédiatement après avoir reçu le bonus. Ces exigences de mise sont généralement suffisamment élevées pour que le joueur ait une attente négative, comme s'il avait effectué un dépôt sans profiter du bonus. 